# Nutritarian diet

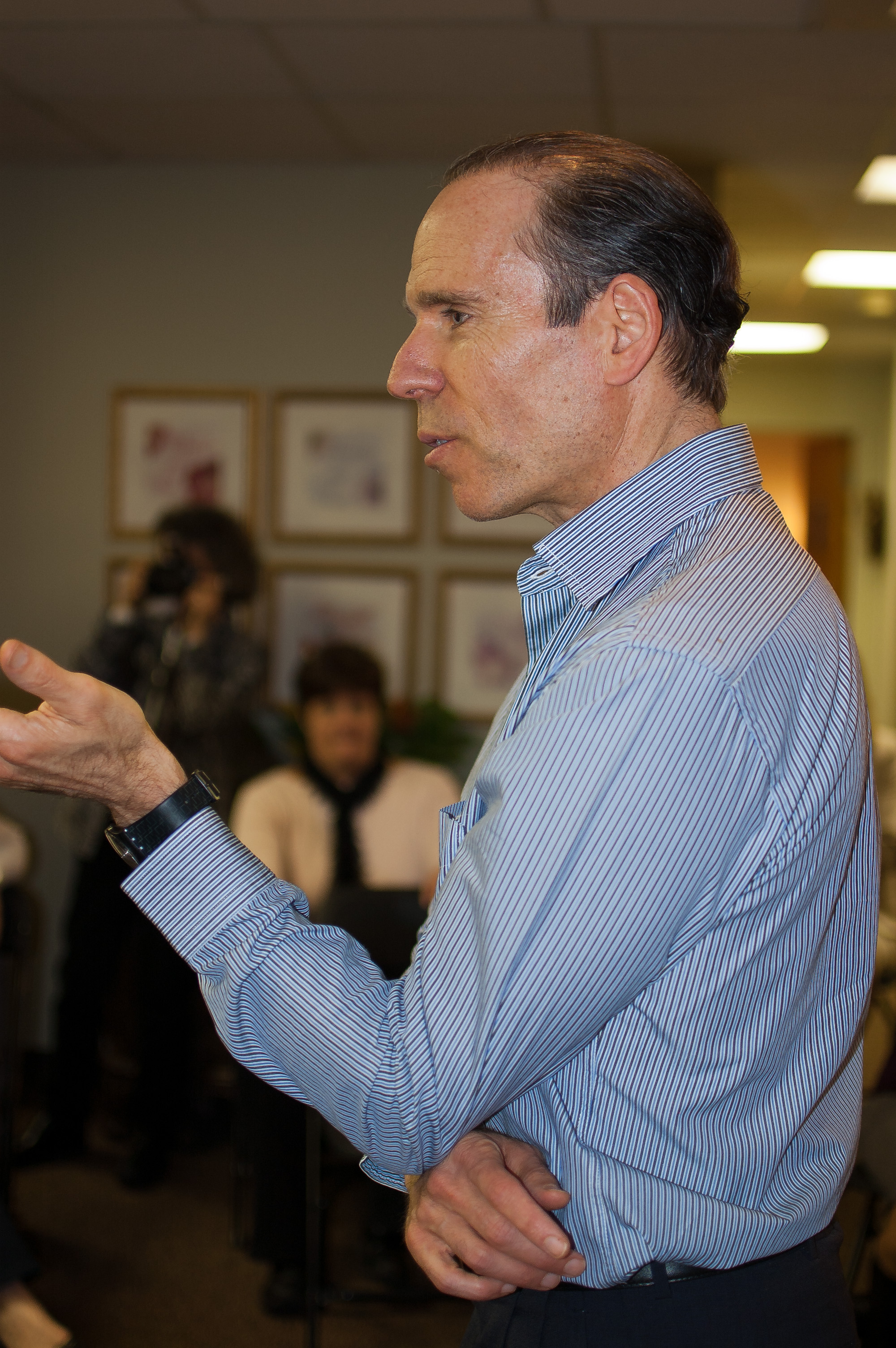
Joel Fuhrman, bedenker van het dieet, in 2011

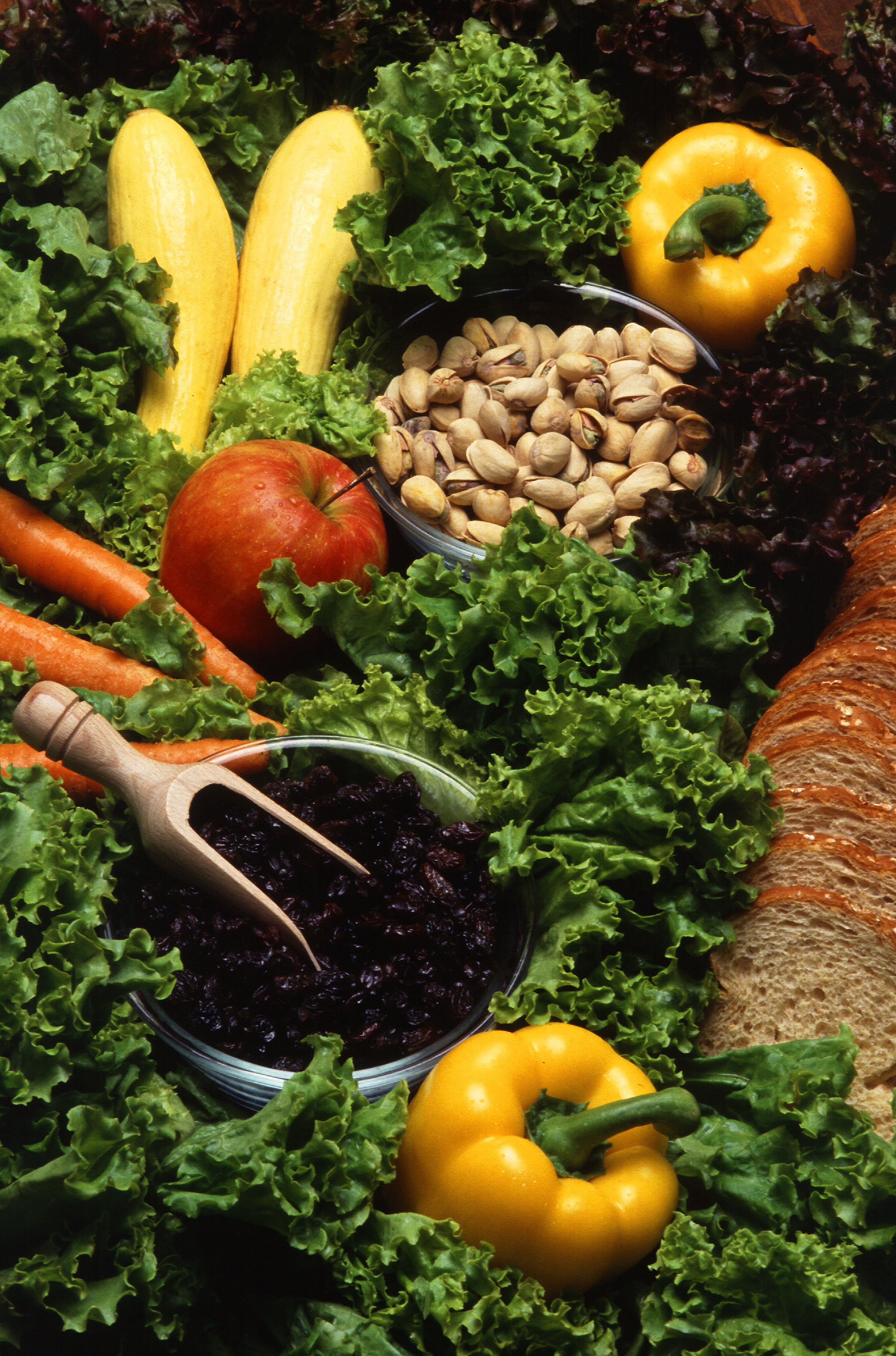
Het nutritarian diet is vrijwel geheel plantaardig

Het nutritarian diet (soms vertaald tot nutritarisch dieet) is een voedingswijze bedacht door de Amerikaanse arts Joel Fuhrman.

## Nutriënten
Het nutritarische dieet stelt dat men zoveel mogelijk gezonde voeding moet eten die veel micronutriënten als vitamines, sporenelementen, fytochemicaliën en antioxidanten bevat en tegelijkertijd juist weinig macronutriënten als koolhydraten, vetten en proteïnen. De formule die Fuhrman in zijn boek Eat to Live opstelt is Gezondheid = Nutriënten/Calorieën. Elk voedingsmiddel krijgt vervolgens een score tussen de duizend (in eerdere edities honderd) en nul toegewezen die "Aggregate Nutrient Density Index" (geaggregeerde voedingsstofdichtheidsindex) of ANDI wordt genoemd. De ANDI geeft aan hoeveel voedingsstoffen een voedingsmiddel bevat per calorie en hoe hoger het ANDI, hoe gezonder het product zou zijn.
De Amerikaanse supermarktketen Whole Foods Market gebruikt het ANDI-systeem om gezonde voeding te promoten.

## Voedingsgroepen
De maximale score van 1000 wordt behaald door de groene groentes boerenkool, sareptamosterdblad, mergkool en waterkers. Ook andere groenten scoren veelal hoog. Alle dierlijke producten zoals vlees, vis en zuivel scoren beneden de 50 punten op de ANDI-index en zijn volgens Fuhrman niet bevorderlijk voor de gezondheid.
In de voedingspiramide van Fuhrman staan groenten als het meest nutriëntdichte voedsel aan de basis. Elke dag zou 30% tot 60% van iemands calorie-inname uit groenten moeten komen. Daarboven worden fruit en peulvruchten geplaatst, waar elke dag 10% tot 40% van iemands calorie-inname vandaan zou moeten komen. In het middenstuk van de piramide staan noten, zaden, granen, aardappelen en avocado's. De top van de piramide bestaat uit de producten waarvan afgeraden wordt om er veel van te eten. Volgens het nutritarische dieet zou maximaal 10% van de dagelijkse calorieën uit dierlijk voedsel als vlees, vis, zuivel en eieren of uit geraffineerde plantaardige producten zoals plantaardige olie, wittebrood en snoepgoed moeten komen.
Ook heeft Fuhrman het acroniem 'G-BOMBS' bedacht wat staat voor "Green Vegetables, Beans, Onions, Mushrooms, Berries and Seeds" (groene groenten, bonen, uien, paddenstoelen, bessen en zaden). Deze producten zouden bij voorkeur elke dag in riante hoeveelheden gegeten moeten worden. Ook wordt door voorstanders van het nutritarianisme gesteld dat zoveel mogelijk verschillende kleuren groenten en fruit moeten worden gegeten omdat er een verband zit tussen fytochemicaliën (secundaire plantenstoffen) en de kleur van voedingsmiddelen.

## Gezondheidsclaims
Fuhrman claimt in zijn boeken dat een dieet rijk aan micronutriënten veel chronische ziektes kan voorkomen of zelfs genezen. De kans op hart- en vaatziekten, kanker, de ziekte van Parkinson en de ziekte van Alzheimer zou afnemen. Ook zou obesitas verdwijnen en diabetes mellitus zelfs genezen kunnen worden.
Deze claims zijn vergelijkbaar met die van de Amerikaanse voedingswetenschapper T. Colin Campbell die stelt dat een dieet van volwaardige plantaardige voeding in alle opzichten superieur zou zijn. In zijn boek The China Study concludeert Campbell dat een meer plantaardig dieet leidt tot minder welvaartsziekten als kanker, hartziekten en diabetes. Ook multiple sclerose, acne en migraine zouden reageren op een gezonder dieet.

## Kritiek
Veel van de door voorstanders van het nutritarische dieet gedane claims zijn volgens critici echter slecht onderbouwd. Ook zouden nutritariërs er aan voorbij gaan dat voedsel meer is dan alleen de ingrediënten van het product.